# Unterseeboot 237
Le Unterseeboot 237 (ou U-237) est un sous-marin allemand (U-Boot) de type VII.C utilisé par la Kriegsmarine (marine de guerre allemande) pendant la Seconde Guerre mondiale

## Historique
Mis en service le 30 janvier 1943, l'Unterseeboot 237 reçoit sa formation de base à Kiel en Allemagne au sein de la 5. Unterseebootsflottille jusqu'au 20 mai 1943.
Il a comme mission d'être un sous-marin d'entrainement et de formation, d'abord dans la 23. Unterseebootsflottille à Danzig jusqu'au 28 février 1945 pour finir dans la 31. Unterseebootsflottille à Hambourg à partir du 1er mars 1945.
L'U-237 est coulé le 14 mai 1943 dans les chantiers Germaniawerft à Kiel par des bombes américaines où on dénombre un décès. Il est renfloué, réparé et il retourne en service le 8 octobre 1943 au sein de la 23. Unterseebootsflottille à Danzig en tant que navire d'essais.
Le 1er mars 1945, il est affecté dans la 31. Unterseebootsflottille à Hambourg. Le 4 avril 1945, il est coulé par des bombes britanniques dans les arsenaux Deutsche Werke à Kiel.

## Affectations successives
- 5. Unterseebootsflottille à Kiel du 30 janvier au 20 mai 1943 (entraînement)
- 23. Unterseebootsflottille à Danzig du 8 octobre 1943 au 28 février 1945 (navire d'essais)
- 31. Unterseebootsflottille à Hambourg du 1er mars au 4 avril 1945 (entraînement)

## Commandement
- Kapitänleutnant Hubert Nordheimer du 31 janvier au 14 mai 1943
- Oberleutnant zur See Lothar König du 8 octobre 1943 à septembre 1944
- Oberleutnant zur See Johannes van Stipriaan de septembre à octobre 1944
- Kapitänleutnant Karl-Heinz Menard d'octobre 1944 au 4 avril 1945

## Navires coulés
L'Unterseeboot 237 n'a ni coulé, ni endommagé de navire ennemi n'ayant participé à aucune patrouille, car il n'a servi qu'à des missions entraînement et de formation.

### Référence
1. ↑  http://uboat.net/boats/u237.htm

### Source
- (en) Cet article est partiellement ou en totalité issu de l’article de Wikipédia en anglais intitulé « German submarine U-237 » (voir la liste des auteurs).